# Valerian Wellesley
Arthur Valerian Wellesley (2 juillet 1915 - 31 décembre 2014) est un pair britannique et un brigadier dans l'armée britannique. Sa résidence principale est Stratfield Saye House dans le Hampshire.
En tant que 8e duc de Wellington, il est membre de la Chambre des lords de 1972 à 1999, perdant son siège par la loi sur la Chambre des Lords.

## Jeunesse et formation
Wellington est né à Rome, en Italie, le 2 juillet 1915, le fils de Gerald Wellesley (7e duc de Wellington), et de son épouse Dorothy Violet, fille de Robert Ashton. Il a une sœur cadette, la mondaine Lady Elizabeth Clyde, dont le fils est l'acteur et musicien Jeremy Clyde (en).
Au moment de la naissance de Wellington, son père Gerald est le troisième fils du 4e duc de Wellington, avec peu de chances d'hériter des domaines et titres de la famille. Wellington a 28 ans lorsque son cousin germain Henry Wellesley (6e duc de Wellington), est tué au combat à l'âge de 31 ans alors qu'il sert en Italie pendant la Seconde Guerre mondiale. Le père de Wellington devient alors le 7e duc, et Wellington lui-même est connu sous le Titre de courtoisie de marquis du Douro.
Il fréquente le Collège d'Eton avant de se rendre au New College d'Oxford .

## Carrière militaire
Wellington est nommé sous-lieutenant dans l'armée territoriale en 1936, et est officier avec le même grade (en probation) dans la réserve de l'armée britannique en 1939. En 1940, il reçoit une commission complète en tant que sous-lieutenant dans le Royal Horse Guards Regiment, avec le numéro de service 68268. Il sert pendant la Seconde Guerre mondiale avec le 1er Régiment de Cavalerie de la Maison au Moyen-Orient et en Italie, cours de laquelle il reçoit la Croix Militaire, et est promu au grade de capitaine de guerre. Après la guerre, le 1er Régiment de Cavalerie de Ménage est dissous  et il entre dans les Royal Horse Guards, où il est promu lieutenant en 1946, et capitaine plus tard cette année. Il est major en 1951, et lieutenant-colonel en 1954, prenant le commandement de son régiment. Il sert à Chypre entre 1956 et 1958, il est nommé Officier de l'Ordre de l'Empire britannique en 1958.
Il passe au régiment de cavalerie domestique, qu'il commande en 1959 . Promu colonel en 1960, il commande la 22e brigade blindée (1960–1961), sert comme commandant, Royal Armored Corps dans le I (BR) Corps de l'armée britannique du Rhin et devient attaché de défense en Espagne en 1964. Il prend sa retraite de l'armée en 1968 et obtient le grade honorifique de brigadier.
Wellington est nommé colonel en chef du régiment du duc de Wellington en 1974, ce qui en fait le seul colonel en chef non royal . Il est également colonel adjoint des Blues and Royals et colonel honoraire du 2e bataillon du Wessex Regiment.

## Fin de carrière
Wellington se lance dans les affaires en tant qu'administrateur de Massey Ferguson Holdings de 1967 à 1989 et de Motor Iberica SA (Espagne) de 1967 à 1999. Il est nommé lieutenant adjoint du Hampshire le 18 avril 1975 . Au cours de sa dernière année, le duc continue à mener des engagements publics, notamment lors de l'investiture de l'Ordre de la Jarretière, le 16 juin 2014 .
Wellington est décédé paisiblement à son domicile, Stratfield Saye Estate, près de Basingstoke, le soir du Nouvel An 2014, six mois avant le 200e anniversaire de la bataille de Waterloo et sept mois avant son 100e anniversaire.

## Mariage et descendance
Wellington est fiancé à deux reprises à Lady Rose Paget, la fille de Charles Paget (6e marquis d'Anglesey), qui épouse finalement l'hon. John Francis McLaren. Le 28 janvier 1944, il épouse Diana Ruth McConnel (1922–2010), fille unique du Major général Douglas McConnel, de Knockdolian, Colmonell, Ayr, à la cathédrale Saint-George de Jérusalem . Avec Diana, il a cinq enfants:
- Charles Wellesley (9e duc de Wellington) (19 août 1945); épouse la princesse Antonia de Prusse.
- Richard Gerald Wellesley (20 juin 1949); épouse Joanna Sumner le 14 juillet 1973. Ils ont deux filles.
  - Natasha Doone Wellesley (5 octobre 1975); épouse Tom Halliday le 20 octobre 2007. Ils ont un fils:
    - Samuel George Halliday (29 mars 2013)

  - Davina Chloe Wellesley (10 octobre 1977)
- (Caroline) Jane Wellesley (6 juillet 1951)
- John Henry Wellesley (20 avril 1954); épouse Corinne Vaes, fille d'un diplomate belge, le 7 mai 1977. Ils ont deux enfants:
  - Gerald Valerian Wellesley (6 juin 1981)
  - Alexandrina Sofia Wellesley (23 juillet 1983); mariée à James Blunt le 6 septembre 2014. Ils ont deux enfants.
- (James) Christopher Douglas Wellesley (16 décembre 1964); épouse Laura Wedge en 1994 et ils divorcent en 2005. Ils ont une fille:
  - Eleanor Rose Wellesley (9 décembre 1995)

Il se remarie avec Emma Nethercott le 26 juillet 2005 (divorce en 2014). Ils ont trois enfants:
- Oliver Valerian Wellesley (2005)
- Skye Joanna Wellesley (2006)
- Isla Diana Wellesley (2009)

## Titres
Il est le 9e duc de Ciudad Rodrigo du Royaume d'Espagne, mais le 10 mars 2010, il cède le duché espagnol à son fils aîné, Charles Wellesley, marquis de Douro. Conformément à la procédure espagnole, Lord Douro adresse une requête officielle aux autorités espagnoles . Le roi Juan Carlos d'Espagne, par l'intermédiaire de son ministre, accorde la succession du duché au Douro le 21 mai 2010 .
Le 26 décembre 1941, en tant que sous-lieutenant, Wellesley reçoit la Croix militaire  "en reconnaissance de services distingués au Moyen-Orient (y compris l'Égypte, l'Afrique de l'Est, le désert occidental, le Soudan, la Grèce, la Crète, la Syrie et Tobrouk ) pendant la période de février 1941 à juillet 1941 " .
Wellington est nommé membre (quatrième classe) de l'Ordre royal de Victoria (MVO) le 15 mars 1952. Il est nommé Officier (Militaire) de l'Ordre de l'Empire britannique (OBE) le 7 février 1958 "en reconnaissance des services distingués à Chypre pour la période du 1er juillet au 31 décembre 1957".
En avril 1990, il est fait chevalier de la jarretière. Ses honneurs étrangers comprennent des nominations comme Officier de la Légion d'honneur, Chevalier Grand-Croix de l'Ordre de Saint-Michel de l'aile du Portugal et Chevalier Grand-Croix de l'Ordre d'Isabel La Catolica d'Espagne  Wellington est également officier de l'Ordre très vénérable de l'hôpital de Saint-Jean de Jérusalem (OStJ) .
Wellesley est élu membre du King's College London (FKC).